# 福島製作所
株式会社福島製作所（ふくしませいさくしょ）は福島県福島市に本社を置く機械メーカーで、宇部興産（現・UBE）の機械・エンジニアリング事業の分社化により設立されたUBEマシナリーの子会社である。

## 概要
1920年（大正9年）に機械鋳物製造工場として創業。1953年（昭和28年）に株式会社に改組された。
1956年に製造を開始した船舶用甲板機器、1967年に製造を開始したグラブバケットが現在の主力製品となっており、甲板機器は世界中で約7000隻の船舶に用いられている。

## 沿革
- 1920年（大正4年）- 機械鋳物製造工場として株式会社福島製作所創業。
- 1953年（昭和28年）12月 - 旧法人から現物出資を受け、株式会社福島製作所（現法人）を設立。資本金5000万円。
- 1955年（昭和30年）
  - 9月 - コンバル型精紡機を開発、試作品完成。資本金8000万円へ増資。
  - 10月 - 資本金を1億円に増資。
- 1956年（昭和31年）7月 - 船舶用補機の製造開始。
- 1957年（昭和32年）
  - 5月 - コンバル型精紡機の製造開始。
  - 7月 - 資本金を1億4300万円へ増資。
- 1959年（昭和34年）9月 - ノルウェー・ヒドロリック社と低油圧式甲板機械に関して技術提携。
- 1960年（昭和35年）7月 - 電動低油圧式甲板機械の製造を開始。
- 1964年（昭和39年）
  - 1月 - 資本金1億5000万円へ増資。
  - 5月 - 電動油圧式デッキクレーン開発、製造開始。
- 1965年（昭和40年）- 福島ヒドロリック型電動油圧式デッキクレーン公開運転。
- 1966年（昭和41年）8月 - ロンドン駐在員事務所開設。
- 1967年（昭和42年）9月 - フランス・ベノト社と電動油圧式グラブバケットに関し技術提携。日本で初めて本格的な電動油圧式グラブバケットの製造を開始。
- 1969年（昭和44年）
  - 6月 - 西ドイツ・コックス社と蒸気式甲板機械に関し技術提携。蒸気式甲板機械の製造を開始。
  - 10月 - 電動甲板機械サイリスタウインチを開発、製造開始。
- 1970年（昭和45年）7月 - 下関営業所開設。
- 1971年（昭和46年） - ヒューストンバージライン社とトーイング・アンカーハンドリングウインチ開発に着手。
- 1972年（昭和47年）12月 - 本社事務所本館が完成。
- 1973年（昭和48年）7月 - 資本金を5億円へ増資。
- 1976年（昭和51年）5月 - 電動油圧式ツインクレーンを開発、製造開始。
- 1978年（昭和53年）6月 - プロビジョンクレーンの開発、製造開始。
- 1979年（昭和54年）4月 - 宇部興産（現・UBE）と資本提携。
- 1980年（昭和55年）10月 - 尾道営業所開設。
- 1984年（昭和59年）- 鋳造工場に高周波炉新設
- 1985年（昭和60年）8月 - 資本金4億9000万円へ減資。
- 1986年（昭和61年）6月 - 高油圧式甲板機械を開発、製造開始。
- 1989年（平成元年）1月 - 木材荷役用エンジングラブバゲットを開発、製造開始。
- 1991年（平成3年）
  - 2月 - 合板荷役用エンジングラブバゲットを開発、製造開始。
  - 9月 - ビル壁面PC板用旋回吊具を開発、製造開始。
- 1995年（平成7年）12月 - タンカー用非常曳航装置（ETA）を開発、製造開始。
- 1996年（平成8年）8月 - 名古屋事務所開設
- 1997年（平成9年）3月 - ISO9001認証取得。都市ゴミ用小型グラブバケット製造開始。
- 1998年（平成10年）
  - 1月 - 横浜事務所開設
  - 2月 - ISO14001認証取得。
  - 11月 - 環境設備機械、牛糞処理機の1号機を製造、納入。
- 1999年（平成11年）11月 - 環境設備機械、切返し機の1号機を製造、納入。
- 2000年（平成12年）- OHSAS18001認証取得
- 2006年（平成18年）- トーイング／アンカーハンドリングウインチ生産再開。
- 2008年（平成20年）- 省エネグラブバゲットの製造により、うつくしまものづくり大賞受賞。
- 2010年（平成22年）- 創業90周年。
- 2014年（平成26年）- 索式グラブバケット販売開始。
- 2017年（平成29年）- グラブバケット生産3,000台達成。
- 2020年（令和2年）- 創業100周年。

## 主な事業内容
- 舶用甲板機械製造

主力製品の一つ。高油圧式、低油圧式、電動式の甲板機器を製造している。ウインドラス（揚錨機）、ムアリングウインチ（係船機）、カーゴウインチ、トーイング／アンカーハンドリングウインチ、漁船用カーゴウインチなど、大型タンカーから小型漁船まで多くの船舶に導入されており、世界中の海洋で使われている。
- トーイング／アンカーハンドリングウインチ ‐ 海底油田掘削基地の設置、移動や補給に用いるサプライボートのための甲板機械であり、世界最大級の能力を有する。

- グラブバケット製造 1967年以来約2300台が製造され、国内各地で用いられている。日本で初めて電動油圧式グラブバケットの製造を始めた他、自社開発により油圧発生用のディーゼルエンジンをグラブバケットに組み込んだディーゼル式グラブバケット「エンジングラブ」を製造している。これにより電源装置やケーブル、制御盤などを取り付けることなく、無線操縦が可能になったなためオペレーターの安全性向上や荷役効率の向上が図れた。
  - 清掃工場用グラブバケット - 従来の固定ポンプから新たに可変ポンプを採用することで二酸化炭素排出を約28％削減し、地球環境配慮型（二酸化炭素削減型）として特許を取得している。
  - バラ物用グラブバケット
  - 木材荷役用グラブバケット - 1989年製造開始。木材の向きに合わせバケットの方向が換えることができるよう設計された。
- 水力発電所用機器製造
  - 東日本を中心に、水力発電所の設備を手掛けている。老朽化した設備の更新などといった需要にこたえている。
- 機械部品加工
  - 大型装置の開発・製造を行うために東北地方有数の大型3次元測定機や高精度マシニングセンタを保有していることから、小松製作所製ブルドーザ（D61EX型）のトランスミッションケースや不二越製重可搬ハンドリングロボット（SC700。トヨタ車体の車体製造ラインなどで用いられている）の部品製造を行っている。
  - 大物部品塗装
    - 塗装ブース　10ヵ所
    - モノレールショットブラスト（W3,400mm　H3,800mm）×1基
    - 手動ショットブラスト（W4,800mm　D4,800mm　H8,300mm）×1基　
    - 局所排気装置
      - W4,000mm　×　H2,500mm　×4基
      - W4,000mm　×　2,000mm　×8基
      - W3,000mm　×　H2,500mm　×1基
      - W2,000mm　×　H2,500mm　×1基

## 事業所
- 本社（福島県福島市三河北町）
- 東京営業所（東京都大田区大森北）
- 大阪営業所（大阪府吹田市西の庄）
- 下関営業所（山口県下関市一の宮町）

## 関連会社
- UBE